# Larry Brown (giocatore di football americano 1947)
Larry Brown, all'anagrafe Lawrence Brown Jr. (Clairton, 19 settembre 1947), è un ex giocatore di football americano statunitense che ha giocato nel ruolo di running back per tutta la carriera con i Washington Redskins della National Football League (NFL). Al college ha giocato a football al Dodge City Community College e all’Università statale del Kansas.

## Carriera professionistica
Nel 1969, il nuovo allenatore dei Redskins Vince Lombardi notò Brown, un running back dotato di talento ma non ancora produttivo offensivamente. Lombardi fece del rookie il suo titolare ma notò che Brown iniziava le azioni leggermente dopo lo snap della palla. Test richiesti da Lombardi determinarono che Brown udisse meno da un orecchio e che guardasse gli uomini della linea offensiva per iniziare l'azione piuttosto che sentire il conteggio del quarterback. Lombardi fece montare sul casco di Brown un'astina che consentì al giocatore di sentire meglio il conteggio del quarterback Sonny Jurgensen, migliorando la sua reattività e consentendogli di inserirsi più prontamente negli spazi creatisi.
Brown fu convocato per quattro Pro Bowl consecutivi nei suoi primi quattro anni di carriera e nel 1973 guidò i Redskins fino Super Bowl VII dove persero contro gli imbattuti Miami Dolphins. Nel 1972 Brown fu nominato anche MVP della NFL.
Larry terminò per cinque volte tra i primi cinque corridori della lega, tre volte per yard corse, tre per yard totali e due volte per touchdown totali segnati. Brown fu inoltre il primo running back dei Redskins a correre mille yard in una stagione, impresa che gli riuscì due volte nella carriera tra il 1969 e il 1976.
Brown corse 1.530 volte per 5.875 yard. Le sue migliori stagioni furono nel 1972 quando guadagnò su corsa 1.216 yard e nel 1970 quando ne corse 1.125. Larry corse cento o più yard per 21 volte nel corso della sua carriera, di cui 6 volte nel 1970 e altre 6 nel 1972. Il suo primato di touchdown segnati su corsa in una gara fu di quattro contro i Philadelphia Eagles il 16 dicembre 1973. Il 29 ottobre 1972 invece corse il primato personale con 190 yard contro i New York Giants.
La carriera di Brown fu accorciata da numerosi infortuni. Il suo numero 43, anche se non è stato ufficialmente ritirato, non è stato più indossato da nessun giocatore dei Redskins dal suo ritiro.

## Vittorie e premi
- MVP della NFL (1972)
- Miglior giocatore offensivo dell'anno della NFL (1972)
- (4) Pro Bowl (1969, 1970, 1971, 1972)
- (3) First-team All-Pro (1970, 1972)
- (1) Second-team All-Pro (1971)
- Bert Bell Award (1972)
- 70 Greatest Redskins

## Statistiche
| Yard corse | 5.875 |
| Media      | 3,8   |
| Touchdown  | 35    |